# Гней Корнелий Долабела (консул 81 пр.н.е.)
Вижте пояснителната страница за други личности с името Гней Корнелий Долабела.
Гней Корнелий Долабела (на латински: Gnaeus Cornelius Dolabella) е политик на късната Римска република. Произлиза от клон Долабела на патрициианската фамилия Корнелии.
През 83 и 82 година пр.н.е. е легат на Сула и командва флота. Участва в битката при Сакрипорт в Лацио през пролетта 82 година пр.н.е., в която войските на Сула побеждават Гай Марий и в тази пред Порта Колина, в която Сула и Марк Лициний Крас побеждават настъпващите към Рим самнити и лукани.
През 81 година пр.н.е. е избран за консул заедно с Марк Тулий Децула. 
От 80 година пр.н.е. до 77 година пр.н.е. той е проконсул управител в Македония. 
След връщането му в Рим празнува триумф. Той е съден за изнудване от младия Гай Юлий Цезар, но благодарение на добрите оратори Гай Аврелий Кота и Квинт Хортензий Хортал е оправдан.